# Georges Gandil
Georges Gandil (Bruniquel, Tarn-et-Garonne, 18 de maio de 1926 — Bruniquel, Tarn-et-Garonne, 24 de outubro de 1999) foi um canoísta francês especialista em provas de velocidade.

## Carreira
Foi vencedor das medalhas de bronze em C-2 1000 m e em C-2 10000 m em Londres 1948, junto com o seu colega de equipa Georges Dransart.